# Islas Marshall en los Juegos Olímpicos de la Juventud 2018
Islas Marshall compitió en los Juegos Olímpicos de la Juventud 2018 en Buenos Aires, Argentina, celebrados entre el 6 y el 18 de octubre de 2018. No obtuvo medallas en los juegos.

## Medallero
| Medalla | Oro | Plata | Bronce | Total |
| ------- | --- | ----- | ------ | ----- |
| Total   | 0   | 0     | 0      | 0     |

## Disciplinas

### Levantamiento de pesas
Islas Marshall recibió un cupo del comité tripartito para competir en levantamiento de pesas.
| Atleta        | Evento          | Arrancada | Arrancada | Tirón     | Tirón  | Total | Puesto |
| Atleta        | Evento          | Resultado | Puesto    | Resultado | Puesto | Total | Puesto |
| ------------- | --------------- | --------- | --------- | --------- | ------ | ----- | ------ |
| Joshua Ralpho | 62 kg masculino | 80        | 13        | 110       | 13     | 190   | 13     |